# Earth Song
«Earth Song» —literalmente en español: («Canción de la Tierra») es una canción escrita por el artista Michael Jackson de su álbum HIStory, de 1995. El sencillo vendió 3,5 millones de copias en todo el mundo. Fue número uno en las listas del Reino Unido durante seis semanas, siendo el sencillo de Jackson con mayor éxito en dicho país, con 1 millón de copias vendidas.[cita requerida] Fue el cuarto sencillo más vendido en su carrera, a pesar de que no fue lanzado en su país Estados Unidos.[cita requerida]
La canción está disponible también en el álbum recopilatorio Number Ones, y el vídeo en HIStory on Film, Volume II y en el Visionary: The Video Singles. La canción cuenta con la participación del pianista del grupo Toto, David Paich.
"Earth Song" es el tercer sencillo del álbum History: Past, Present and Future, Book I. Es una balada hard rock que se combina con góspel, blues y ópera. Michael Jackson tenía una larga historia del lanzamiento de material consciente y socialmente responsable como "We Are the World", "Man in the Mirror" y "Heal the World". Sin embargo, "Earth Song" fue el primero que abiertamente se refirió al medio ambiente y el bienestar de los animales. La canción fue escrita y compuesta por Jackson y la producción se dividió entre Jackson, David Foster y Bill Bottrel. Cómo curiosidad la canción fue grabada para el álbum Dangerous de 1991 pero no logró entrar.

## Vídeo musical
El vídeo musical del sencillo muestra la devastación de la Tierra por el hombre; guerras devastadoras como la de Yugoslavia en los noventa, la pobreza en distintas tribus, matanzas indiscriminadas de animales por el hombre, el calentamiento global, y cómo el hombre acaba con la naturaleza. Al final del vídeo, se muestra como si una especie de huracán y terremoto cubriesen e hiciesen temblar la Tierra e hiciera dar marcha atrás a todas estas calamidades. 
Y en el punto de vista religioso, Michael Jackson le reclama a Dios sobre por qué ha dejado que todas esas calamidades pasaran. En el vídeo dice muchas veces Michael "What about all things that you said we were to gain" (Que hay sobre todas las cosas que dijiste que ganariamos), "What about all the peace that you pledge your unique son" (Que hay de toda la paz que le prometiste a tu Único Hijo) y ahí se demuestra que se refiere a Dios, debido a que menciona a su Único Hijo. Cuando ese huracán se origina en toda la Tierra se refiere a Dios que escucha las súplicas de todos los humanos, es cuando Dios revive los elefantes, hace más animales, como focas, repone los árboles y aleja el humo contaminante; y al final la Tierra queda reconstruida por Dios.
El vídeo fue nominado en los Premios Grammy de 1996 al mejor videoclip. En el canal de YouTube de Michael Jackson, el cortometraje musical cuenta con algo más de 399 millones de reproducciones y es uno de los trece videos certificados por VEVO que tiene el cantante.
El video fue filmado en cuatro regiones geográficas (América, Europa y África). La primera ubicación fue la selva amazónica, donde una gran parte fue destruida una semana después de la finalización del video. Los nativos de la región aparecieron en el video y no eran actores. La segunda escena fue una zona de guerra en Karlovac, Croacia, con el famoso actor serbio Slobodan Dimitrijević y los residentes de la zona. La tercera ubicación fue Tanzania, que incorporó escenas de caza furtiva ilegal y caza en el video. Ningún animal resultó dañado en la creación del vídeo de Michael Jackson "Earth Song", ya que las imágenes provenían de archivos documentales. La ubicación final fue en Warwick, Nueva York, donde se simuló un incendio forestal seguro en un campo de maíz.
El video también se incluyó en los álbumes de video: HIStory on Film, Volume II, Number Ones y Michael Jackson's Vision.

## Créditos
- Vocalista y coros por Michael Jackson
- Coros de Andraé Crouch, Sandra Crouch y Andraé Crouch Choir
- Escrito y compuesto por Michael Jackson
- Producido por Michael Jackson y David Foster
- Coproducido y guitarrista por Bill Bottrell
- Guitarra por Michael Thompson
- Piano, teclados y sintetizador por David Paich
- Bajo por Guy Pratt
- Orquestación por Bill Ross
- Ingeniería de grabación y mezclas por Bruce Swedien
- Programación por Steve Porcaro

## Versión The Experience
En el videojuego Michael Jackson: The Experience, en su versión para Wii, aparece Michael con la indumentaria del vídeo y con el mundo destruido como escenografía.